# Ithacus

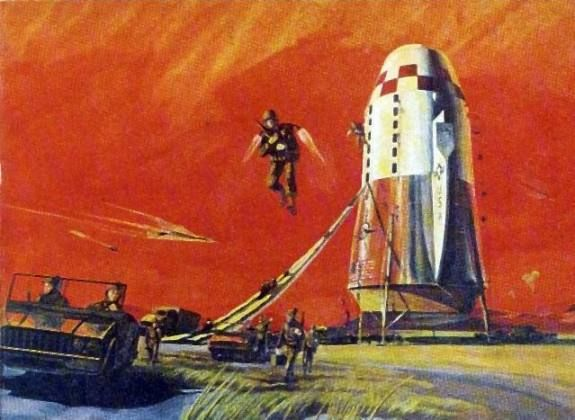
La nave Ithacus durante un asalto.

Ithacus fue una adaptación militar de 1969 del diseño ROMBUS de Philip Bono para transportar hasta a 1200 soldados a distancias intercontinentales. Aparentemente fue inspirado por el general Wallace M. Greene, que propuso la creación de batallones de respuesta rápida compuestos de 1200 soldados cada uno. Con el uso de un transporte rápido como Ithacus se reduciría la necesidad de tener bases militares fuera del territorio de los Estados Unidos. La nave tendría una masa de 6400 toneladas.
La configuración básica sería muy parecida a la del ROMBUS: ocho tanques desechables que contendrían hidrógeno y el uso de un motor con tobera de tapón para el despegue y aterrizaje verticales. La masa en el momento del aterrizaje sería de 500 toneladas.
Uno de los mayores problemas a considerar era el retorno de la nave a la base. El regreso de la nave por sí misma fue desechado por la necesidad de toda una infraestructura para su despegue (plataforma de lanzamiento, sistema de supresión de sonido, enfriamiento por agua...). Se tuvo en cuenta la posibilidad de pequeños vuelos de unos cientos de kilómetros de longitud, con requisitos menos exigentes en cuanto a infraestructuras. La nave se desplazaría hasta una zona costera, donde sería embarcada en un buque para su regreso a la base.
Se planeó también una versión más pequeña, con capacidad de 260 soldados. Podrían haber utilizado portaaviones nucleares como base de lanzamiento (hasta dos Ithacus por portaaviones), con la ventaja de que los propios portaaviones podrían haber generado mediante electrólisis el oxígeno e hidrógeno líquidos que la nave usaría como propelentes.
Finalmente el proyecto fue descartado.